# Affinità elettronica

L'affinità elettronica degli elementi indicati rispetto al numero atomico (le linee sono una guida per l'occhio che mostra l'andamento per periodo; i gas nobili sono il "gruppo 0" che avvia un trend).

L'affinità elettronica (Eea) è l'energia liberata da un atomo o da una molecola quando un elettrone viene aggiunto alla sua configurazione, quando questa si trova in stato neutro isolato in forma gassosa, per formare uno ione negativo.

## Definizione
Consideriamo un atomo neutro isolato in fase gassosa (in condizioni di gas monoatomico). Ad esso può essere legato un elettrone andando a formare uno ione gassoso con una carica −1.
L’unità di misura più comoda e comune è il kJ/mol.
La definizione si estende senza difficoltà alle molecole.
Con tale definizione la proprietà ha un valore positivo tanto maggiore quanto più il processo è favorito, cioè avviene spontaneamente. Questa è certamente la scelta più logica perché corrisponde semanticamente al nome.
Gli autori non sono concordi sul segno da dare alla proprietà. Convenzione diffusa è quella  opposta alla definizione: il valore è negativo quando il processo è favorito energeticamente e viene quindi rilasciata energia, mentre il valore è positivo quando è necessaria energia per attuarlo. Nel resto della voce ci atterremo ad essa.
La maggior parte degli elementi ha affinità elettronica negativa. Questo significa che non necessitano di energia per acquistare un elettrone, al contrario, la rilasciano. Gli atomi più propensi all'acquisto di elettroni hanno un'affinità più negativa. 
Nonostante l'affinità vari in maniera caotica nella tavola periodica, è possibile individuare uno schema. In generale i non metalli hanno affinità più negativa dei metalli. L'affinità elettronica generalmente diventa più negativa verso l'alto all'interno di ogni gruppo, e verso destra in ogni periodo. I gas nobili sono un'eccezione, hanno affinità positive.
| Gruppo  | 1      | 2     | 3      | 4      | 5      | 6      | 7      | 8       | 9       | 10      | 11      | 12    | 13     | 14      | 15      | 16      | 17      | 18    |
| Periodo |        |       |        |        |        |        |        |         |         |         |         |       |        |         |         |         |         |       |
| 1       | H −73  |       |        |        |        |        |        |         |         |         |         |       |        |         |         |         |         | He 21 |
| 2       | Li −60 | Be 19 |        |        |        |        |        |         |         |         |         |       | B −27  | C −122  | N 7     | O −141  | F −328  | Ne 29 |
| 3       | Na −53 | Mg 19 |        |        |        |        |        |         |         |         |         |       | Al −43 | Si −134 | P −72   | S −200  | Cl −349 | Ar 35 |
| 4       | K −48  | Ca 10 | Sc −18 | Ti −8  | V −51  | Cr −64 | Mn     | Fe −16  | Co −64  | Ni −112 | Cu −118 | Zn 47 | Ga −29 | Ge −116 | As −78  | Se −195 | Br −325 | Kr 39 |
| 5       | Rb −47 | Sr    | Y −30  | Zr −41 | Nb −86 | Mo −72 | Tc −53 | Ru −101 | Rh −110 | Pd −54  | Ag −126 | Cd 32 | In −29 | Sn −116 | Sb −103 | Te −190 | I −295  | Xe 41 |
| 6       | Cs −45 | Ba    | Lu     | Hf     | Ta −31 | W −79  | Re −14 | Os −106 | Ir −151 | Pt −205 | Au −223 | Hg 61 | Tl −20 | Pb −35  | Bi −91  | Po −183 | At −270 | Rn 41 |
| 7       | Fr −44 | Ra    | Lr     | Rf     | Db     | Sg     | Bh     | Hs      | Mt      | Ds      | Rg      | Cn    | Nh     | Fl      | Mc      | Lv      | Ts      | Og    |

Comportamento dell'affinità elettronica:
- L'affinità elettronica è influenzata dalla regola dell'ottetto. Gli elementi del gruppo VII A (fluoro, cloro, bromo, iodio ed astato) tendono a guadagnare un elettrone ed a formare anioni −1. I gas nobili nel gruppo VIII A hanno già l'ottetto completo, quindi aggiungere elettroni richiede una grande quantità di energia, ma è possibile.
- Gli elementi del gruppo 2 a partire dal berillio e del gruppo 12 a partire dallo zinco hanno affinità positive, avendo questi elementi orbitali s o d completi.
- Gli elementi del gruppo 15 hanno scarsa affinità, l'azoto persino positiva. La ragione è che tali elementi godono di una lieve stabilità, data dalla presenza di un elettrone in ciascuno degli ultimi tre orbitali p.
- L'affinità elettronica, in valore assoluto e salvo rare eccezioni, diventa più negativa andando a destra nel periodo (poiché diminuisce lievemente il raggio per via della forza attrattiva del nucleo e aumenta il numero di elettroni sull'ultimo livello energetico, quindi l'atomo può raggiungere più facilmente la massima stabilità) e diventa meno negativa scendendo lungo il gruppo (sia per la distanza dal nucleo, sia per l'incremento del numero atomico, quindi anche di elettroni che esercitano una forza repulsiva che tende a destabilizzare l'atomo). Ad esempio il fluoro (in alto a destra della tavola periodica) ha un'alta affinità elettronica perché gli manca un solo elettrone per ottenere il "guscio chiuso", quindi ottenuto un elettrone e perciò raggiunto il guscio, liberando energia si stabilizza.

Inoltre una proprietà correlata all'affinità elettronica è l'elettronegatività, in quanto atomi più elettronegativi avranno una tendenza maggiore ad acquisire elettroni. Questo spiega come mai il fluoro ha una affinità elettronica molto elevata. Va però osservata la differenza di affinità elettronica tra cloro e fluoro, in quanto, sebbene il fluoro sia più elettronegativo del cloro, quest'ultimo presenta un valore di affinità elettronica più negativa. Questo è spiegato dal maggior raggio atomico del cloro, per cui gli elettroni che raggiungono gli orbitali esterni risentono in maniera minore della forza repulsiva esercitata dagli elettroni di valenza. 
Come si è detto l'affinità elettronica non è limitata agli elementi, ma si applica anche alle molecole. Ad esempio quelle del benzene e dell'antracene sono positive, quella del naftalene prossima a zero.